# بیگانه (رمان)
بیگانه (به فرانسوی: L'Étranger) رمانی نوشته آلبر کامو نویسنده فرانسوی در سال ۱۹۴۲ است. مضمون و چشم‌انداز آن اغلب به عنوان نمونه‌ای از فلسفه پوچ انگار و اگزیستانسیالیسم ذکر می‌شود. گرچه خود کامو مورد دوم را رد می‌کند.
این اثر برنده جایزه نوبل ادبیات ۱۹۵۷ شد.
نام شخصیت اصلی این کتاب مورسو است، یک فرانسوی-الجزایری بی‌تفاوت، «شهروندی فرانسوی که مقیم شمال آفریقاست، یک مرد مدیترانه‌ای، کسی که به سختی در فرهنگ سنتی مدیترانه‌ای حضور پیدا می‌کند». او در مراسم تشییع جنازهٔ مادرش شرکت نمی‌کند. چند روز بعد، او یک مرد عرب را در الجزیره می‌کشد، کسی که در درگیری با دوستش دخیل بود. مورسو به اعدام محکوم شد. داستان به دو بخش تقسیم می‌شود، به ترتیب ارائه: قبل و بعد قتل.
در ژانویه ۱۹۵۵ کامو نوشت: من مدت‌ها قبل بیگانه را خلاصه کردم، با یک اظهار نظر اعتراف می‌کنم خیلی متناقض بود: «در جامعهٔ ما هر مردی که در مراسم تشییع جنازهٔ مادرش گریه نکند، با خطر محکومیت به اعدام مواجه می‌شود». فقط منظورم این بود که قهرمان کتاب من به این دلیل محکوم می‌شود که در این بازی شرکت نمی‌کند.
چاپ اول بیگانه شامل ۴۴۰۰ نسخه بود ولی خیلی خوب فروش نبود. اما این رمان با استقبال خوبی رو به رو شد، بخشی از آن به دلیل مقاله ژان پل سارتر در «توضیح بیگانه»، در آستانه انتشار این رمان، و یک اشتباه از جانب پروپاگاندا-استافل بود.
چهار بار به انگلیسی و همچنین به زبان‌های زیاد دیگری ترجمه شده‌ است. این رمان از آثار کلاسیک ادبیات قرن بیستم محسوب می‌شود. روزنامه لو موند این کتاب را به عنوان یکی از صد کتاب برتر این قرن معرفی کرده‌ است.

## مقدمه سارتر بر بیگانه
ژان پل سارتر فیلسوف و نویسنده فرانسوی در مقدمه‌ای بر این رمان می‌نویسد: بیگانه اثر آقای کامو تازه از چاپ بیرون آمده بود که توجه زیادی را به خود جلب کرد. این مطلب تکرار می‌شد که این اثر «بهترین کتابی است که از متارکه جنگ تاکنون منتشر شده». در میان آثار ادبی عصر ما این داستان، خودش هم یک بیگانه است. داستان از آن سوی سرحد برای ما آمده‌است، از آن سوی دریا؛ و برای ما از آفتاب، و از بهار خشن و بی سبزه آنجا سخن می‌راند؛ ولی در مقابل این بذل و بخشش؛ داستان به اندازه کافی مبهم و دو پهلو است: چگونه باید قهرمان این داستان را درک کرد که فردای مرگ مادرش «حمام دریا می‌گیرد، رابطه نامشروع با یک زن را شروع می‌کند و برای اینکه بخندد به تماشای یک فیلم خنده‌دار می‌رود.» و یک عرب را «به علت آفتاب» می‌کشد و در شب اعدامش در عین حال که ادعا می‌کند «شادمان است و باز هم شاد خواهد بود.» آرزو می‌کند که عده تماشاچی‌ها در اطراف چوبه دارش هر چه زیادتر باشد تا «او را به فریادهای خشم و غضب خود پیشواز کنند»...
در نظر آقای کامو مطلب تازهٔ که او آورده این است که تا انتهای افکار پیش می‌رود. در حقیقت برای او مطلب مهم این نیست که جملات قصاری را حاکی از بدبینی جمع‌آوری کند؛ قطعاً «پوچ» نه در انسان است و نه در دنیا – اگر این دو از هم جدا فرض شوند؛ ولی همچنان که «بودن در دنیا» خصوصیت اساسی انسان است، «پوچ» در آخر کار چیز دیگری جز همان «وضع بشر» نیست، الهامی غم زده‌است که این بیهودگی را برمی‌انگیزد. «از خواب برخاستن، تراموای، چهار ساعت کار، شام و خواب، و دوشنبه و سه شنبه و چهارشنبه و پنجشنبه و جمعه و شنبه با همین وضع و ترتیب…(افسانه سیزیف)» و بعد ناگهان «آرایش صحنه‌ها عوض می‌شود» و ما به روشن بینی خالی از امیدی واصل می‌شویم. آن وقت اگر بدانیم که کمک‌های گول زننده ادیان و فلسفه‌های وجودی را چطور می‌شود کنار زد، به چند مسئله واضح و آشکار اساسی می‌رسیم: دنیا جز یک بی نظمی و هرج و مرج چیز دیگری نیست یک «تعادل ابدی که از هرج ومرج زاییده شده‌است». وقتی انسان مرد دیگر فردایی وجود ندارد. «در جهانی که ناگهان از هر خیال واهی و از هر نوری محروم شده‌است، انسان احساس می‌کند که بیگانه است. در این تبعید دست آویز و امکان برگشتی نیست. چون از یادگار زمان‌های گذشته یا از امید ارض موعود هم محروم شده‌است(افسانه سیزیف)» به این دلیل است که باید گفت انسان در واقع همان دنیا نیست: «اگر من درختی میان دیگر درخت‌ها بودم… این زندگی برایم معنایی می‌داشت. یا اصلاً همچو مسئله‌ای دربارهٔ من در کار نبود. چون من قسمتی از دنیا بودم. در آن هنگام، من جزو همین دنیایی می‌شدم که اکنون با تمام شعورم در مقابل آن قرار گرفته‌ام… این عقل مسخره و ریشخندآمیز من است که مرا در مقابل تمام خلقت قرار داده.(افسانه سیزیف)»...

## خلاصهٔ داستان
«مامان امروز مرد.»
داستان بیگانه با این سه واژه معروف شروع می‌شود.

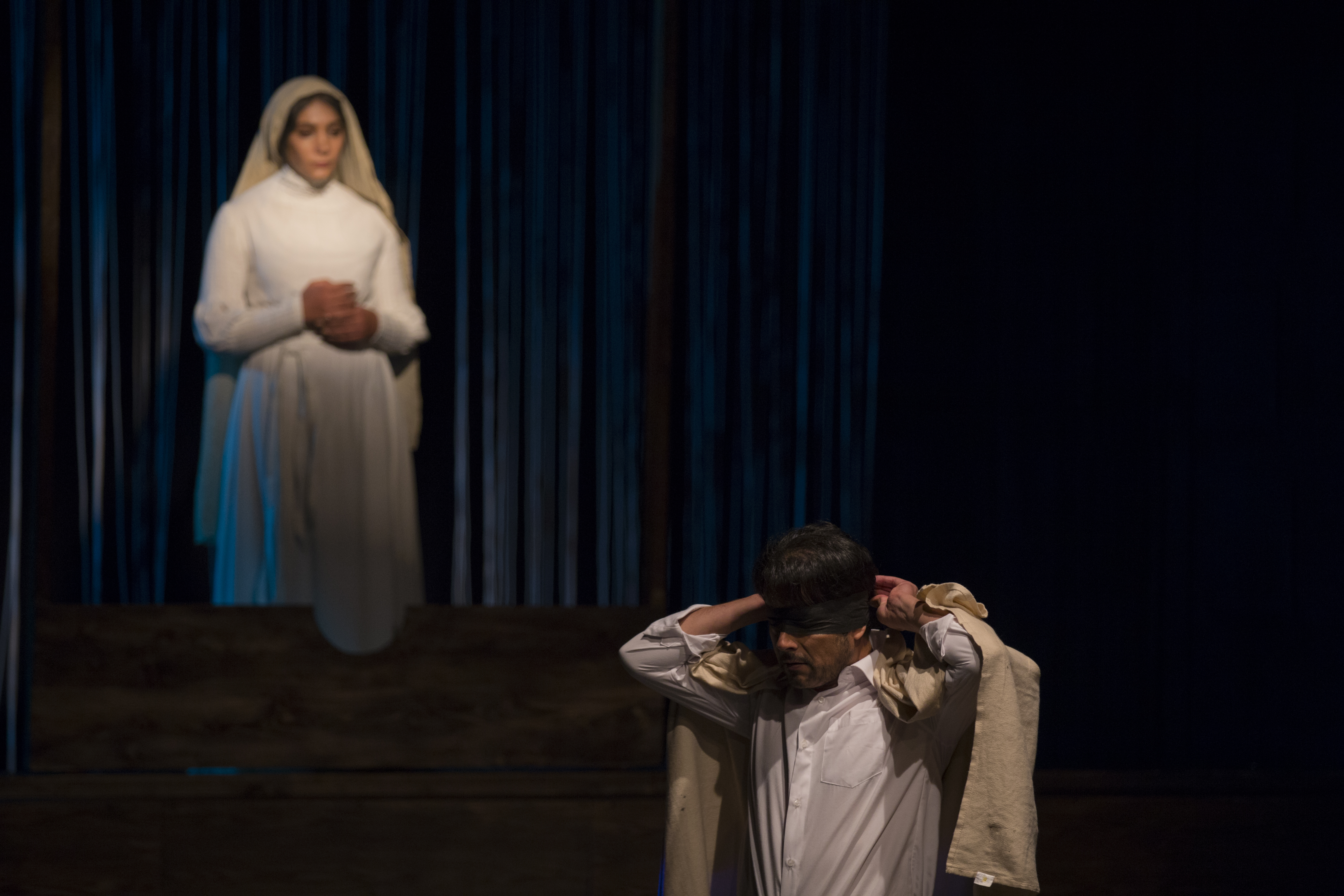
صحنه‌ای از نمایش بیگانه اثر آلبرکامو (اجرا شده در سالن تئاتر شهر)

این کتاب داستان یک مرد درونگرا به نام مرسو را تعریف می‌کند که مرتکب قتلی می‌شود و در سلول زندان در انتظار اعدام خویش است. داستان در دههٔ ۳۰ در الجزایر رخ می‌دهد.
داستان به دو قسمت تقسیم می‌شود. در قسمت اول مرسو در مراسم تدفین مادرش شرکت می‌کند و در عین حال هیچ تأثر و احساس خاصی از خود نشان نمی‌دهد. داستان با ترسیم روزهای بعد از دید شخصیت اصلی داستان ادامه می‌یابد. مرسو به عنوان انسانی بدون هیچ اراده به پیشرفت در زندگی ترسیم می‌شود. او هیچ رابطهٔ احساسی بین خود و افراد دیگر برقرار نمی‌کند و در بی‌تفاوتی خود و پیامدهای حاصل از آن زندگی اش را سپری می‌کند. او از این که روزهایش را بدون تغییری در عادت‌های خود می‌گذراند خشنود است.
همسایهٔ مرسو که ریمون سنته نام دارد و متهم به فراهم آوردن شغل برای روسپیان است با او رفیق می‌شود. مرسو به سنته کمک می‌کند یک معشوقهٔ او را که سنته ادعا می‌کند دوست دختر قبلی او است به سمت خود بکشد. سنته به آن زن فشار می‌آورد و او را تحقیر می‌کند. مدتی بعد مرسو و سنته کنار ساحل به برادر آن زن («مرد عرب») و دوستانش برمی‌خورند. اوضاع از کنترل خارج می‌شود و کار به کتک‌کاری می‌کشد. پس از آن مرسو بار دیگر «مرد عرب» را در ساحل می‌بیند و این بار کس دیگری جز آن‌ها در اطراف نیست. بدون دلیل مشخص مرسو به سمت مرد عرب تیراندازی می‌کند که در فاصلهٔ امنی از او از سایهٔ صخره‌ای در گرمای سوزنده لذت می‌برد.
در قسمت دوم کتاب محاکمهٔ مرسو آغاز می‌شود. در این‌جا شخصیت اول داستان برای اولین بار با تأثیری که بی اعتنایی و بی‌تفاوتی برخورد او بر دیگران می‌گذارد رو به رو می‌شود. اتهام راست بی خدا بودنش را بدون کلامی می‌پذیرد. او رفتار اندولانت (اصطلاح روان‌شناسی برای کسی که در مواقع قرار گرفتن در وضعیت‌های خاص از خود احساس متناسب نشان نمی‌دهد و بی اعتناء باقی می‌ماند- از درد تأثیر نمی‌پذیرد یا آن را حس نمی‌کند) خود را به عنوان قانون منطقی زندگی‌اش تفسیر می‌کند. او به اعدام محکوم می‌شود. آلبر کامو در این رمان آغازی برای فلسفهٔ پوچی خود که بعد به چاپ می‌رسد، فراهم می‌آورد.

## دربارهٔ داستان
کتاب بیگانه اثر آلبر کامو زمانی به نگارش درآمد که الجزایر هنوز مستعمره فرانسه در شمال آفریقا بود. کامو از پدری فرانسوی که در الجزایر بزرگ شده بود و مادری خدمتکار در محیطی فقیرانه در الجزایر به دنیا آمد. شرایط جغرافیایی و فرهنگی خاصی در زمان رشد و بلوغ کامو در الجزایر حاکم بود. شرایط فرهنگی که ملغمه‌ای از فرهنگ اروپایی و عربی الجزایر بود.
وجود اندیشه‌های گوناگون فلسفی و اخلاقی به همراه جنبش‌های آزادیخواه و استقلال طلب و حتی آب و هوای خشک و کویری الجزایر تأثیرات خاصی در خلق اثر کتاب بیگانه داشته‌اند.
مورسو شخصیت اصلی داستان بیگانه در اصل کسی نیست جز قسمتی از وجود خود کامو، وجودی که در آن شرایط ویژهٔ الجزایر به دلیل چندگانگی فرهنگی دچار نوعی ابتذال و پوچگرایی شده‌است. فقر اقتصادی یکی دیگر از مهم‌ترین عوامل اثرگذار بر احساسات و رفتار مورسو است برای نمونه هنگامی که به خاطر ناتوانی مالی مورسو به اختیار مادرش را به نوانخانه می‌سپارد. اما باور به پوچگرایی در مورسو زمانی ظاهر می‌شود که نه تنها او به مادرش در نوانخانه سر نمی‌زند بلکه زمانی که مادرش فوت می‌کند هم احساس سوگواری یا ناراحتی از خویش نشان نمی‌دهد. این یکی از نخستین قدم‌های او برای شکستن هنجارهای اجتماعی است.
مورسو تابع الگوها و هنجارهای اجتماعی نبود زیرا او در دنیای بسته درون خویش زندگی می‌کرد دنیایی که در آن وجود آدمی همچون مسافری غریب است که بیهوده می‌آید و پس از گذشت چند سال عمر روزمره بیهوده می‌رود. مورسو برای جهان و هرچه که در آن هست ارزشی نمی‌بیند در نتیجه حتی برای مرگ مادرش احساسی بروز نمی‌دهد.
از دیدگاه مورسو آدمی هیچ‌گونه مسئولیتی در قبال رخدادهای زندگی ندارد چون هیچ نقشی در ایجاد یا تغییر آن‌ها ندارد برای همین است که تابش نور آفتاب و بازتاب آن از تیغهٔ چاقوی مرد عرب را تنها دلیل ارتکاب به قتلش می‌داند. به دلیل تفاوت‌هایی که در ادراک او از انسان، جریانات زندگی و ماهیت زندگی وجود دارد، منجر به بی‌توجهی به ارزش‌ها و هنجارهای رایج بشری در نهایت به وجود آمدن نوعی بی‌تفاوتی و پوچگرایی در او و زندگیش نسبت به جهان اطراف می‌شود.
همهٔ این موارد دیدگاه قضاوتی دادگاه را در بارهٔ او هنگام محاکمهٔ او به دلیل قتل مرد عرب تغییر می‌دهند و در نتیجه نه تنها او را به خاطر جرمش بلکه در اصل او را به دلیل رفتار نامتعارفش در قبال مادرش و جامعه محاکمه و به مرگ محکوم می‌کنند.
یکی از اهداف «بیگانه» به چالش کشیدن یکی از مهم‌ترین رکن‌های زندگی یعنی هدف آن است و در این راستا کامو الگوی خویش را مورسو شخصی که در زندگی بی هدف است قرار داده و رفتارها، زندگی و تأثیرات تصمیم و انتخاب‌های او را به نمایش می‌کشد اما تشخیص هدفدار بودن یا بی هدف بودن زندگی را به عهدهٔ خواننده می‌گذارد.
یکی از جالبترین نکات در این کتاب وجود برخی تناقض‌ها در دیدگاه کامو و به تبع آن در دیدگاه مورسو است. برای مثال مورسو هنگامی که در زندان است به یاد مادرش و حرف‌های او است که متضاد با باورهای او نسبت به پوچگرایی است و هنگامی که خود را مقید به انجام آداب و رسوم سوگواری پس از مرگ مادرش می‌داند یا زمانی که او حاضر به همکاری با دوستش برای درگیری با عرب‌ها می‌شود.
البته تصویری که کامو از دنیای زندگی ماشینی مورسو می‌دهد نیز جالب است. مورسو مانند یک آدم آهنی دست به یک سری کارهای کاملاً معمولی می‌زند که خود این موضوع می‌تواند منجر به بروز افکاری بیهوده و ناامیدکننده در انسان گردد.
نخست آنکه مورسو یک انسان است، انسانی که درگیری‌های یک زندگی پیش پا افتادهٔ کارمندی دون پایه را دارد که از قضا با روحیهٔ او می‌تواند سازگار باشد؛ زیرا او از نوعی تنبلی و بی‌حالی خاصی نیز برخوردار است که به او در داشتن نگرشی پوچ‌گرایانه نسبت به زندگی کمک می‌کند.
موضوع دیگر انتخاب روش زندگی مورسو شخصیت اصلی داستان است که به نظر می‌آید ریشه گرفته از عدم اعتقاد به خدا است. با این نوع تفکر او وجود هر گونه داشتن هدف و مسولیت‌پذیری تعریف شده را در انسان و زندگی او نفی می‌کند که می‌تواند منجر به تحمل بهتر زندگی شود، به خصوص آنکه در آن شرایط خاص کشور الجزایر و جامعهٔ سیاسی آن موقع هر گونه مسولیت‌پذیری زندگی را دشوارتر می‌کرد برای مثال در مورد مبارزان سیاسی آن دوره مسولیت‌پذیری، تبعات زندگی و مرگ را به همراه داشت، برای عرب‌های آن کشور تضادهای اخلاقی فرهنگی غربی با عربی را به همراه می‌آورد، برای بسیاری از شهروندان عرب مبارزه برای رهایی از سلطه استعمارگران را…
بنابراین هنگامی که انسان خود را موجودی رها شده در جهان فرض کند که به وجود آمدن و از بین رفتنش هیچ هدفی را دنبال نمی‌کند، یعنی «بیگانه» از همهٔ عالم است حتی بیگانه از خودش نیز می‌باشد، بنابراین نیازی به تحول و تغییر نمی‌باشد، نیازی به همگرایی با جمع نیست و همین‌طور نیازی برای اثبات حقانیت وجود خود هم نیست. از دید دیگر دوگانگی در شخصیت مورسو مشهود است. آنجا که مورسو زندگی را پوچ می‌پندارد: «در تمام این زندگی پوچی که بارش را به دوش کشیده‌ام …» در برهه زمانی که به دلیل زندانی شدنش چیزهای خوشایندی که در زندگی اش وجود داشته‌است را از دست می‌دهد رنج می‌کشد که باز در جمله‌ای دیگر این نگرش را هم زیر سؤال می‌برد: «من همیشه هرچه را پیش آید خوشاید را مد نظر داشته‌ام.»
نکته مهم دیگر این است که که فرد با همهٔ تفاوت‌های فکری و اخلاقی که با جامعه دارد به دلیل اینکه عضوی از جامعه محسوب می‌شود، رفتارهای اجتماعی او مورد قضاوت افراد جامعه قرار می‌گیرد و نیز چه آگاهانه و چه غیر آگاهانه این رفتارها از سوی افراد جامعه بار مثبت یا منفی خواهد داشت به خصوص اگر در تقابل و تضاد با هنجارها و معیارهای ارزشی جامعه قرار بگیرند، به دلیل اینکه جامعه هویت خود را در خطر می‌بیند، شروع به نشان دادن عکس‌العمل‌های توأم با خشونت می‌نماید تا آن حد که حتی عملکردهای مثبت فرد در گذشته را نادیده می‌گیرند و این دقیقاً همان رفتاری است که عامه مردم و دادگاه نسبت به مورسو انجام می‌دهند.

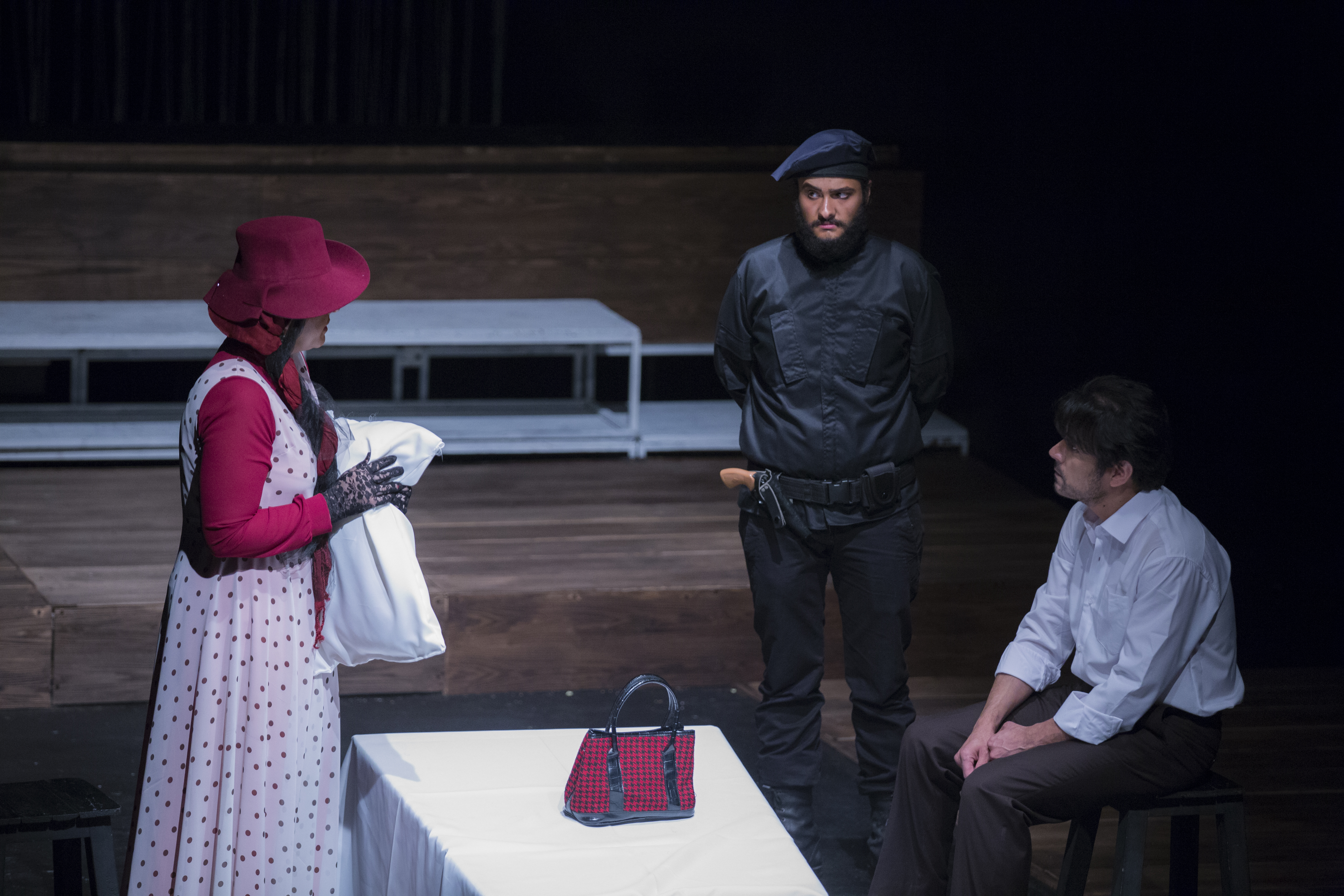
صحنه ملاقات ماری کاردونا با مورسو در زندان. (نمایش بیگانه آلبرکامو به کارگردانی مسعود دلخواه در تئاتر شهر به روی صحنه رفت)

## کاراکترها
مورسو: مردی فرانسوی-الجزایری که با تلگرافی از مرگ مادرش خبردار می‌شود. بی‌تفاوتی مورسو نسبت به این خبر نشان از جدایی عاطفی او از محیط اطرافش دارد. چندین مورد در متن داستان وجود دارد که لحظاتی اثرگذار اثر عاطفی چندانی روی مورسو ندارند. جنبه دیگر شخصیت مورسو راست‌گویی اوست. به خاطر بی‌تفاوتی اش جامعه او را بیگانه تلقی می‌کند.
ریموند سینتی: همسایه مورسوست که معشوقه‌اش را مورد ضرب و شتم قرار می‌دهد و این مسئله منجر به رویارویی با اعراب می‌شود.
ماری کاردونا: تایپ‌نویسی است در محل کار مورسو. یک روز پس از درگذشت مادر مورسو با او در ساحلی ملاقات می‌کند و این آغاز رابطه آنهاست. از مورسو می‌پرسد که آیا عاشقش است یا نه که مورسو بی‌اعتنا می‌گوید که فکر نمی‌کند اینطور باشد. با وجود این مورسو موافقت می‌کند که با او ازدواج کند اما به خاطر قتل مرد عرب دستگیر می‌شود. مانند مورسو، ماری از تماس فیزیکی رابطه‌شان از طریق سکس لذت می‌برد. او تجلی زندگی خوش و خرمی است که مورسو در پی‌اش است و تنها دلیل تأسف او بابت دستگیر شدن.
مسون: صاحب خانه ساحلی است که ریموند، مورسو و ماری را به آنجا می‌برد. آدم بیخیالی است که دوست دارد زندگی کند و شاد باشد. او دلش می‌خواهد بی‌قید و بند زندگی کند.
سالامانو: پیرمردی است که مرتب سگش را می‌زند و او را برای راه رفتن بیرون می‌برد. دست آخر سگش را از دست می‌دهد و از مورسو کمک می‌خواهد.

## برگردان فارسی
بیگانه اولین بار توسط علی‌اصغر خبره‌زاده با ویراستاری و تصحیح جلال آل‌احمد به فارسی برگردانده شد. پس از آن‌ها مترجمان متعدد دیگری این کتاب را به لحاظ نثر ساده ای که دارد، دوباره به فارسی برگردانده‌اند؛ از جمله:
- بیگانه، ترجمهٔ جلال آل‌احمد و علی‌اصغر خبره‌زاده. تهران: کانون معرفت، ۱۳۲۸
- بیگانه، ترجمهٔ عنایت‌الله شکیباپور. تهران: فرخی، ۱۳۴۴
- بیگانه، ترجمهٔ هدایت‌الله میرزمانی. تهران: گلشایی، ۱۳۶۲
- بیگانه، ترجمهٔ امیر جلال‌الدین اعلم، تهران: نشر نیلوفر، ۱۳۶۶
- بیگانه، ترجمهٔ محمدرضا پارسایار. تهران: هرمس، ۱۳۸۸
- بیگانه، ترجمهٔ خشایار دیهیمی. تهران: نشر ماهی، ۱۳۸۸
- بیگانه، ترجمهٔ لیلی گلستان. تهران: نشر مرکز، ۱۳۸۶
- بیگانه، ترجمهٔ پرویز شهدی. تهران: انتشارات مجید، ۱۳۸۸
- بیگانه، ترجمهٔ شادی ابطحی. تهران: نشر دنیای نو، ۱۳۹۲
- بیگانه، ترجمهٔ مهران زنده بودی. مشهد: نشر محقق، ۱۳۹۴
- بیگانه، ترجمهٔ بهاره جواهری. تهران: نشر نگارستان کتاب، ۱۳۹۵
- بیگانه، ترجمهٔ کاوه میرعباسی. تهران: نشر چشمه، ۱۴۰۱

آلبر کامو نوشته کانکروز اوبراین، ترجمه عزت‌الله فولادوند، انتشارات خوارزمی به نقد و بررسی رمان بیگانه و دیگر آثار کامو پرداخته‌است.